# Barrax
Barrax község Spanyolországban, Albacete tartományban. Lakosainak száma 1864 fő (2024).

## Földrajza
Barrax Albacete, La Herrera, Lezuza és La Roda községekkel határos.

## Népesség
A település lakosságának változását az alábbi diagram mutatja:
| Lakosok száma | 1948 | 1986 | 1925 | 2049 | 2063 | 1920 | 1903 | 1833 | 1808 | 1864 |
|               | 2001 | 2004 | 2006 | 2009 | 2011 | 2014 | 2016 | 2019 | 2021 | 2024 |